# Douglas Huebler
Douglas Huebler, né le 27 octobre 1924 à Ann Arbor et mort le 12 juillet 1997 à Truro, est un artiste américain, pionnier de l'art conceptuel.

## Biographie
Douglas Huebler est né le 27 octobre 1924. Il passe sa jeunesse dans l'État du Michigan. Il fait d'abord partie du minimalisme en participant à l'exposition Primary Structures au Musée juif de New York en 1966. Huebler expose là une œuvre recouverte de formica gris et rose, Bradford Series #10-65. Il abandonne la peinture et la sculpture en 1968 et produit des œuvres dans différentes formes en particulier la photographie documentaire. Il s'attache au temps, au lieu et à leur rapport. Dans 42e Parallèle (1968), par exemple, l'œuvre est constituée par des envois cachetés par la poste de lieux situés sur le 42e parallèle aux États-Unis. La dimension conceptuelle consiste à considérer le concept comme plus important que l'œuvre et son exécution. En 1969, par exemple, il prend une série de dix photographies à Central Park, où chaque cliché correspond à un moment où Huebler a entendu le cri d'un oiseau. Dans les années 1980, Huebler revient vers la peinture figurative. Une rétrospective a eu lieu au FRAC Limousin en 1992 ainsi qu'au Palais des Beaux-Arts de Bruxelles en 1996-1997. Huebler a enseigné au California Institute of Arts. Il est mort à Truro, Massachusetts, le 12 juillet 1997. 

## Citation
« Le monde est rempli d'objets plus ou moins intéressants ; je n'ai pas envie d'en ajouter davantage. Je préfère simplement constater l’existence des choses en termes de temps et/ou de lieux. Plus spécifiquement, je m’intéresse à des choses dont l’interrelation se situe au-delà de la perception immédiate. En ce sens, mon travail dépend d’un système de documentation. Cette documentation peut prendre la forme de photographies, de cartes, de dessins ou de descriptions. »

— Catalogue de l'exposition January 5-31, 
Seth Segelaub Gallery, 1969.

## Œuvres
- Variable Piece #2 (Paris), janvier 1970, plan de Paris, tirage photographique, dactylographie, Collection Lambert.
- Variable Piece #70[3] (In Process), novembre 1971, épreuves gélatino-argentiques, texte dactylographié sur papier, 59,2 x 68,2 cm, Centre national d'art et de culture Georges-Pompidou.
- Variable Piece #95, 1973, sept photographies couleur, un dessin à la gouache, un texte, collés sur carton, 79 x 79 cm, Musée d'art de Toulon.
- Variable Piece #128 (Bogota), septembre 1973, cinq tirages photographiques, plan de Bogota, texte dactylographié sur papier, Université nationale de Colombie.
- Variable piece # 34, 1970, 40 photographies portraits en noire et blanc, accompagnée d'un texte,